# Айасте
Айасте (ест. Aiaste) — село в Естонії, входить до складу волості Валґ'ярве, повіту Пилвамаа.